# Діззі Райт
Діззі Райт (справжнє ім'я: Лареонте Райт) — американський репер. У грудні 2011 підписав контракт з Funk Volume, незалежним лейблом Hopsin. У квітні 2012 видав свій дебютний студійний альбом SmokeOut Conversations, у грудні — The First Agreement, у серпні 2013 — мікстейп The Golden Age. Усі три релізи потрапили до топ-50 чарту Top R&B/Hip-Hop Albums.

## Життєпис

### Ранні роки й кар'єра
Діззі Райт народився у Флінті, штат Мічиган. Улюбленими реперами були Nas і Bone Thugs-n-Harmony. Ще до його народження матір була у тісних стосунках з Layzie Bone із зазначеного гурту. Репер жартома називав себе «дядьком» Діззі. У 4 роки разом з матір'ю, братами, сестрами переїхав до Лас-Вегасу, штат Невада. Почав читати реп у 8 років у складі гурту DaFuture, куди також входив його брат і дуже близький друг. На той час мати писала йому реп і була концертним промоутером. Діззі брав участь у шоу премії BET Awards і робив інтерв'ю з Tyreese, St. Lunatics та Boyz II Men. Репер вважає ці факти причиною бажання працювати з незалежними лейблами, а не з мейджорами. У сьомому класі Райт з родиною жив у притулку для безпритульних упродовж 5 місяців. Решту життя у середній школі Діззі мешкав у Джорджії та Каліфорнії, пізніше, будучи у 12-му класі, повернувся до Лас-Вегасу. У 2010 Райт переміг у змаганні «Rip the Mic» від Sheikh Music. Через це на нього звернув увагу лейбл Funk Volume. Цього ж року репер з'явився на Wild Out Wednesday 106 & Park як Dizzy D Flashy.

### 2011–2012: Funk Volume,Smokeout Conversations
У 2011, до підписання угоди з Funk Volume на початку 2012, випустив мікстейп Soul Searchin' Next Level на Bluestar Records. Дебютну платівку Smokeout Conversations видали 20 квітня 2012. 420 — термін, що використовується в північноамериканській наркотичній субкультурі для позначення популярного часу куріння марихуани. Як сингл випустили «Can't Trust Em». За 2 місяці вийшов мікстейп Free SmokeOut Conversations, який завантажили понад 170 тис. разів. Сингл: «Independent Living». Спершу Діззі планував видати мікстейп до релізу платівки, однак сталося навпаки. Через успіх альбому репер вирушив у 30-денний тур територією США.
3 грудня 2012 Діззі випустив перший міні-альбом, The First Agreement EP. Реліз названо на честь книги Дона Міґеля Руїса «The Four Agreements». Сингл: «Fly High».

### 2013-дотепер:The Golden Age
11 березня 2013 Діззі оприлюднив «Maintain», першу пісню зі свого майбутнього мікстейпу. 26 березня стало відомо, що Райт стане частиною «2013 Freshman Class» за версією журналу XXL через отримання нагороди «Вибір народу» за результатами голосування. Після The Golden Age репер анонсував вихід The Second Agreement EP, а потім і другого студійного альбому. 18 грудня HipHopDX оголосив його номінантом у категорії «Новачок року». Переможцем став Chance the Rapper.

## Дискографія

### Студійні альбоми
| SmokeOut Conversations                      | - Випущений: 20 квітня 2012 - Лейбл: Funk Volume - Формат: CD, цифрове завантаження | —  | 42 | — | 14 тис. |
| The Growing Process                         | - Випущений: 22 травня 2015 - Лейбл: Funk Volume - Формат: CD, цифрове завантаження | 47 | 5  | 5 | 8575    |
| «—» означає, що запис не потрапив до чарту. |                                                                                     |    |    |   |         |

### Міні-альбоми
| Назва                 | Деталі альбому                                                                  | Найвищі позиції | Найвищі позиції | Найвищі позиції |
| Назва                 | Деталі альбому                                                                  | США             | US R&B          | US Rap          |
| --------------------- | ------------------------------------------------------------------------------- | --------------- | --------------- | --------------- |
| The First Agreement   | - Випущений: 3 грудня 2012 - Лейбл: Funk Volume - Формат: Цифрове завантаження  | —               | 41              | 25              |
| State of Mind         | - Випущений: 15 квітня 2014 - Лейбл: Funk Volume - Формат: Цифрове завантаження | 54              | 11              | 5               |
| Wisdom and Good Vibes | - Випущений: 5 лютого 2016 - Лейбл: Самовидання - Формат: Цифрове завантаження  | —               | —               | —               |

### Мікстейпи
| Назва                                     | Деталі альбому |
| ----------------------------------------- | --- |
| What Hip-Hop Needs                        | - Випущений: 1 червня 2010 - Формат: Безкоштовне завантаження                                                                             |
| Legendary                                 | - Випущений: 1 січня 2011 - Формат: Безкоштовне завантаження                                                                              |
| Soul Searchin'                            | - Випущений: 1 травня 2011 - Формат: Безкоштовне завантаження                                                                             |
| Soul Searchin' (The Next Level)           | - Випущений: 5 вересня 2011 - Формат: Безкоштовне завантаження - Лейбл: Bluestar Records                                                  |
| Free SmokeOut Conversations               | - Випущений: 12 червня 2012 - Формат: Цифрове завантаження - Лейбл: Funk Volume                                                           |
| The Golden Age                            | - Випущений: 19 серпня 2013 - Формат: Цифрове завантаження - Лейбл: Funk Volume - Чартові позиції: 39-та сходинка Top R&B/Hip-Hop Albums. |
| BrILLiant Youth EP (разом з Bishop Nehru) | - Випущений: 5 червня 2014 - Лейбл: The Lifted Research Group - Формат: Цифрове завантаження                                              |

### Компіляції
| Назва                                     | Деталі альбому                                                                  |
| ----------------------------------------- | ------------------------------------------------------------------------------- |
| Lost in Reality (разом з Марком Беттлсом) | - Випущений: 16 лютого 2015 - Лейбл: Fly America - Формат: Цифрове завантаження |

### Сингли
| Рік                           | Пісня                                                                  | Альбом                 |
| ----------------------------- | ---------------------------------------------------------------------- | ---------------------- |
| 2012                          | «Solo Dolo»                                                            | SmokeOut Conversations |
| «Can't Trust Em»              |                                                                        |                        |
| «Fly High» (з участю Nikkiya) | The First Agreement                                                    |                        |
| 2013                          | «Funk Volume 2013» (разом з Hopsin, DJ Hoppa, SwizZz та Jarren Benton) |                        |
| 2014                          | «Concious» (разом з Марком Беттлсом)                                   | Lost in Reality        |
| 2014                          | «Everywhere I Go»                                                      | State of Mind          |
| 2014                          | «I Need Answers» (з участю Nikkiya)                                    |                        |
| 2015                          | «Train Your Mind»                                                      | The Growing Process    |
| 2015                          | «Floyd Money Mayweather»                                               | The Growing Process    |
| 2015                          | «I Can Tell You Needed It» (з участю Berner)                           | The Growing Process    |
| 2015                          | "City Love"                                                            | TBA                    |

### Гостьові появи
- 2012: «1st You Get the Paper» (Dirty Smurf з участю Dizzy Wright)
- 2013: «1993» (LBO з уч. Dizzy Wright)
- 2013: «Ain't Worried About Nothin'» (Skee-mix) (French Montana з уч. Crooked I, Problem, The Game та Dizzy Wright)
- 2013: «Red Cups» (Scru Face Jean з уч. Pedro Bizz та Dizzy Wright)
- 2013: «Reminisce Remix» (Baeza з уч. Fashawn та Dizzy Wright)
- 2013: «Rite Nah» (Trademark da Skydiver з уч. Dizzy Wright)
- 2013: «Y.B.W. (Young Black and Winning)» (Remix) (Irv da Phenom з уч. Jarren Benton та Dizzy Wright)
- 2013: «Young Jedi» (Logic з уч. Dizzy Wright)
- 2013: «Who's There» (Hopsin з уч. Jarren Benton та Dizzy Wright)
- 2014: «Hush» (G-Fresh з уч. Dizzy Wright)
- 2014: «Hush (Remix)» (G-Fresh з уч. Dizzy Wright, Ian Matthew та Futuristic)
- 2014: «I Guess I'll Smoke» (Futuristic з уч. Layzie Bone та Dizzy Wright)
- 2014: «Plan B» (Iamsu! з уч. Dizzy Wright)
- 2014: «Turnt Up» (Chris Webby з уч. Dizzy Wright)
- 2015: «Alotta Money» (King Esko з уч. Dizzy Wright)
- 2015: «Breathin» (Kato з уч. Trinidad Jame$, Dizzy Wright та Devin the Dude)
- 2015: «Clouds Above Us» (Demrick і DJ Hoppa з уч. Dizzy Wright)
- 2015: «Don't Sweat It» (Kryple з уч. Dizzy Wright та Merkules)
- 2015: «Epic» (PREF1X з уч. Dizzy Wright)
- 2015: «Fort Collins» (Hopsin з уч. Dizzy Wright)
- 2015: «Grown» (DJ Hoppa з уч. Devon Lee, Futuristic, Wax та Dizzy Wright)
- 2015: «Hallelujah» (Jarren Benton з уч. Dizzy Wright та SwizZz)
- 2015: «Hoppa's Cypher» (DJ Hoppa з уч. Jarren Benton, Dizzy Wright, SwizZz та Hopsin)
- 2015: «Mistakes» (DJ Hoppa з уч. Dizzy Wright, R.A. the Rugged Man та Devon Lee)
- 2015: «We Still Here» (Demrick і Cali Cleve з уч. Dizzy Wright)